# كارل غوموندسون
كارل غوموندسون (28 يناير 1924 بآيسلندا - 24 يونيو 2012) هو مدرب كرة قدم ولاعب كرة قدم أيسلندي في مركز الدفاع. شارك مع منتخب آيسلندا لكرة القدم. أما مع النوادي، فقد لعب مع نادي فرام ‏.

## وصلات خارجية
- كارل غوموندسون على موقع عالم كرة القدم.نت (الإنجليزية)